# Oligia mediofasciata
Oligia mediofasciata là một loài bướm đêm trong họ Noctuidae.